# Yūki Tsunoda
Yūki Tsunoda (japanisch 角田 裕毅 Tsunoda Yūki; * 11. Mai 2000 in Kanagawa) ist ein japanischer Automobilrennfahrer. Er fährt für Red Bull Racing und ist Teil des Projekts Honda Formula Dream. Tsunoda gewann 2018 die japanische Formel-4-Meisterschaft. Er fährt seit 2021 in der Formel-1-Weltmeisterschaft.

## Karriere

### Kartsport
Im Alter von vier Jahren sammelte Tsunoda seine ersten Erfahrungen im Kartsport. 2009 wurde er Dritter in der East-Japan-Junior-Expert-Klasse. 2010 und 2011 gewann er den Shin-Tokyo NIC Cup. 2015 wurde er Zweiter in der 125-Kubikzentimeter-Klasse der japanischen Kart-Meisterschaft.

### Formelsport

#### Formel 4 (2016–2018)
2016 machte Tsunoda den Sprung in den Formelsport und trat in den letzten beiden Rennen der japanischen Formel-4-Meisterschaft an, die er mit dem zweiten und vierten Rang abschloss. Für die Saison 2017 wechselte er zu Honda und konnte nach Rang drei in der Meisterschaft die Saison 2018 als Meister abschließen. Tsunoda wurde Teil des Honda-Formula-Dream-Projekts, in dem junge Rennfahrer gefördert werden.

#### Formel 3 (2019)

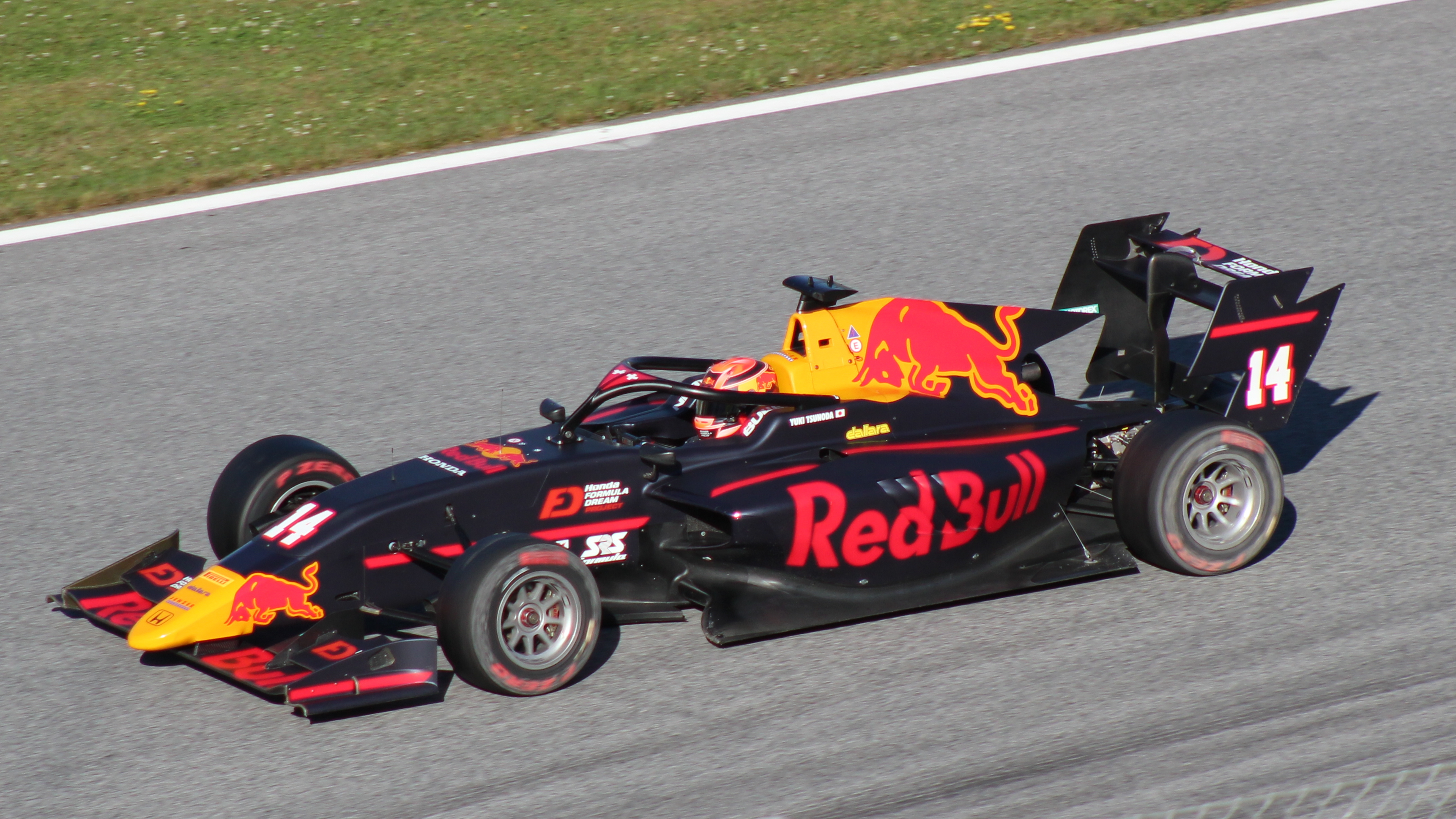
Yūki Tsunoda beim Formel-3-Rennen am Red Bull Ring 2019

Seit 2019 ist Tsunoda außerdem Teil des Förderprogramms von Red Bull Racing. Die Zusammenarbeit mit Honda in der Formel 1 soll auch eine engere Zusammenarbeit in den Junior-Teams von Red Bull Racing und Honda mit sich bringen.
Tsunoda wechselte in den europäischen Formelsport. 2019 trat er sowohl in der Euroformula Open mit Motorpark, als auch in der FIA-Formel-3-Meisterschaft mit Jenzer Motorsport an. In beiden Serien konnte er jeweils ein Rennen gewinnen. In der Euroformula Open reichte es für Platz vier in der Meisterschaft. Mit Endrang neun in der FIA-Formel-3-Meisterschaft konnte er keines seiner beiden selbstgesteckten Ziele erreichen. Vor der Saison gab Tsunoda an, mindestens Rang fünf in der FIA-Formel-3-Meisterschaft und Rang drei in Euroformula Open erreichen zu wollen.
Den vierten Rang konnte Tsunoda sich auch in der Toyota Racing Series 2020 sichern, die ebenfalls mit Formel-3-Chassis ausgetragen wurde.

#### Formel 2 (2020)
2020 wechselte Tsunoda nach nur einem Jahr in der Formel 3 in die FIA-Formel-2-Meisterschaft, wo er mit dem Rennstall Carlin an den Start ging und den dritten Platz in der Fahrerwertung mit 200 Punkten belegte.

### In der Formel 1 (ab 2021)
Kurz nach dem Saisonfinale der Formel 1 wurde verkündet, dass Tsunoda 2021 für Alphatauri fahren wird. Dort ersetzt er Daniil Kwjat und wird Teamkollege von Pierre Gasly. Als Startnummer wählte Tsunoda die 22, die einerseits dem Doppelten seiner Startnummer im Kartsport (11) entspricht, andererseits auch eine Referenz an Jenson Button und Takuma Satō darstellt, die in der Vergangenheit beide diese Startnummer nutzten. Bei seinem Debüt in Bahrain erzielte er als Neunter auf Anhieb Punkte. Seine beste Platzierung erzielte er als Vierter beim Saisonfinale in Abu Dhabi. Er schloss seine Debütsaison mit 32 Punkten auf dem 14. Gesamtrang ab. 2022 blieb er beim Team Alphatauri. In diesem Jahr erzielte er beim Saisonstart in Bahrain als Achter Punkte. Beim Großen Preis der Emilia-Romagna 2022 erzielte er als Siebter seine beste Platzierung in der Saison. Weitere Punkte erzielte er in Spanien und den USA. Mit 12 Punkten belegte er den 17. Platz in der Meisterschaft.

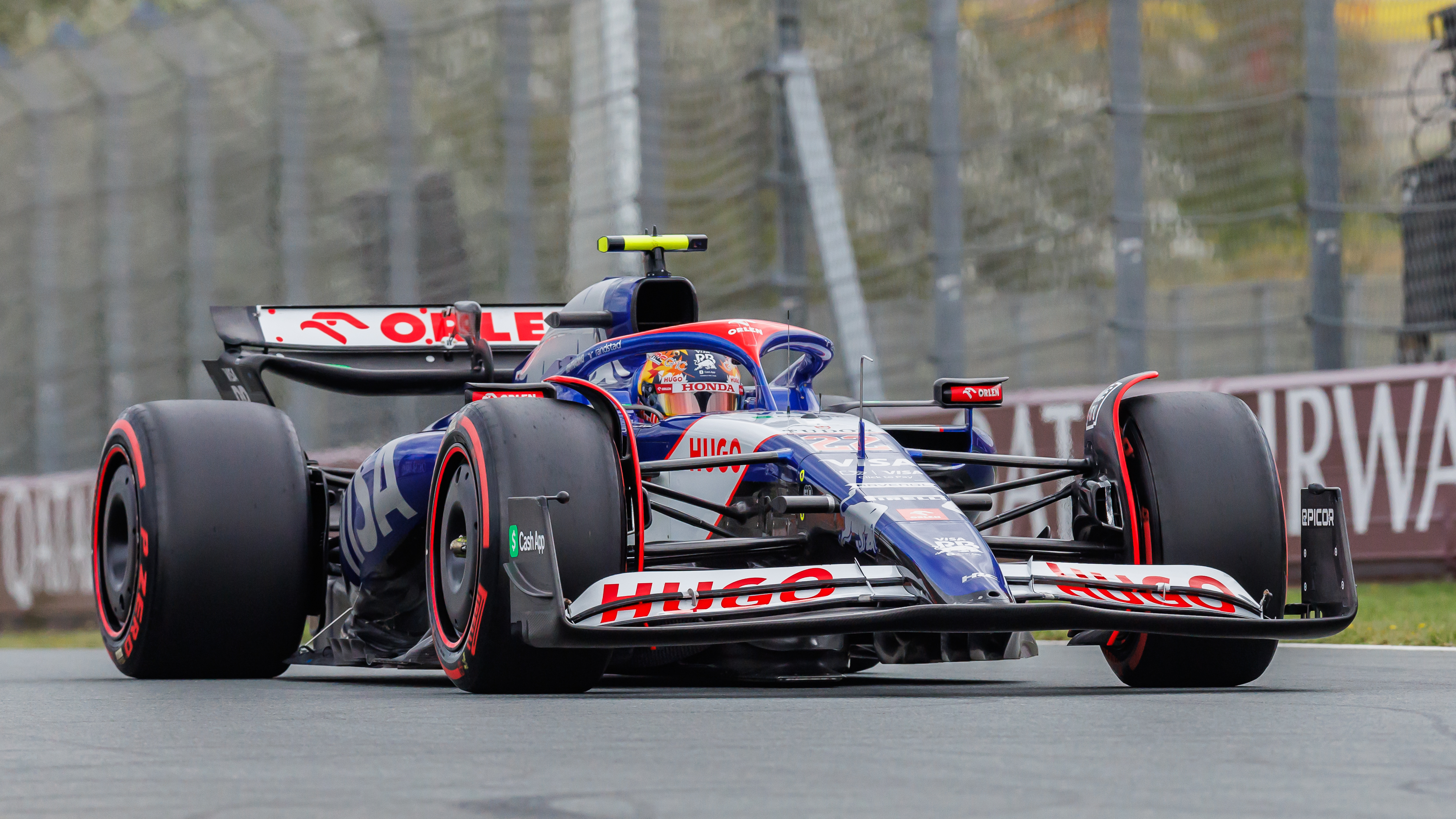
Tsunoda im RB VCARB01

Am 22. September 2022 gab AlphaTauri bekannt, dass Tsunoda auch 2023 für das Team fahren wird. 2023 erhielt er mit Nyck de Vries einen neuen Teamkollegen. Seine besten Einzelergebnisse erzielte er beim Großen Preis der USA und dem Großen Preis von Abu Dhabi mit einem achten Platz. Insgesamt belegte er den 14. Platz im Gesamtklassement mit 17 Punkten. Ab dem Rennen in Ungarn erhielt er mit Daniel Ricciardo einen neuen Teamkollegen, welcher im Laufe der Saison aufgrund einer Verletzung zwischenzeitlich durch Liam Lawson ersetzt wurde.
Auch 2024 blieb er zusammen mit Ricciardo beim Team. In diesem Jahr sammelte Tsunoda 30 Punkte, womit er den 12. Rang in der Gesamtwertung belegte. Seine besten Platzierungen waren siebte Plätze in Australien, Miami und Brasilien. Ab dem Großer Preis der USA erhielt er mit Liam Lawson einen neuen Teamkollegen. Im Juni wurde sein Vertrag für ein weiteres Jahr beim Team verlängert.
Am 27. März 2025 gab Red Bull Racing bekannt, dass Tsunoda den bis dato glücklosen Liam Lawson im Red Bull Racing Team ersetzen wird und in das Schwesternteam aufsteigt.

## Persönliches
Tsunodas Vater nahm an Gymkhana-Rennen teil und im Rahmen dieser Veranstaltungen unternahm Tsunoda seine ersten Versuch im Kartsport. Tsunoda lebt mittlerweile in der Schweiz.

## Trivia
Yūki Tsunoda ist der erste Formel-1-Stammfahrer, der nach der Jahrtausendwende geboren wurde.

## Statistik

### Karrierestationen
- 2009–2016: Kartsport
- 2016: japanische Formel-4-Meisterschaft (Platz 16)
- 2017: japanische Formel-4-Meisterschaft (Platz 3)
- 2018: japanische Formel-4-Meisterschaft (Meister)
- 2019: Euroformula Open (Platz 4)
- 2019: Formel 3 (Platz 9)
- 2020: Toyota Racing Series (Platz 4)
- 2020: Formel 2 (Platz 3)
- 2021: Formel 1 (Platz 14)
- 2022: Formel 1 (Platz 17)
- 2023: Formel 1 (Platz 14)
- 2024: Formel 1 (Platz 12)

### Statistik in der Formel-1-Weltmeisterschaft
Diese Statistik umfasst alle Teilnahmen des Fahrers an der Formel-1-Weltmeisterschaft.

#### Gesamtübersicht
(Stand: Großer Preis von Ungarn, 3. August 2025)
| Saison | Team                                        | Chassis              | Motor              | Rennen | Siege | Zweiter | Dritter | Poles | schn. Rennrunden | Punkte | Punkte | WM-Pos. |
| ------ | ------------------------------------------- | -------------------- | ------------------ | ------ | ----- | ------- | ------- | ----- | ---------------- | ------ | ------ | ------- |
| 2021   | Scuderia Alphatauri                         | AlphaTauri AT02      | Honda 1.6 V6 Turbo | 21     | −     | −       | −       | −     | −                | 32     | 32     | 14.     |
| 2022   | Scuderia Alphatauri                         | AlphaTauri AT03      | RBPT 1.6 V6 Turbo  | 21     | −     | −       | −       | −     | −                | 12     | 12     | 17.     |
| 2023   | Scuderia Alphatauri                         | AlphaTauri AT04      | Honda RBPTH001     | 21     | −     | −       | −       | −     | 1                | 17     | 17     | 14.     |
| 2024   | Visa Cash App RB Formula One Team           | VCARB 01             | Honda RBPTH002     | 24     | −     | −       | −       | −     | −                | 30     | 30     | 12.     |
| 2025   | Visa Cash App Racing Bulls Formula One Team | VCARB 02             | Honda RBPTH002     | 2      | −     | −       | −       | −     | −                | 3      | 10     | 17.     |
| 2025   | Oracle Red Bull Racing                      | Red Bull Racing RB21 | Honda RBPTH002     | 12     | –     | –       | –       | –     | –                | 7      | 10     | 17.     |
| Gesamt | Gesamt                                      | Gesamt               | Gesamt             | 101    | −     | −       | −       | −     | 1                | 101    | 101    |         |

#### Einzelergebnisse
| Saison | 1   | 2  | 3   | 4   | 5   | 6  | 7  | 8   | 9  | 10 | 11  | 12  | 13  | 14  | 15  | 16  | 17  | 18 | 19  | 20 | 21  | 22 | 23 | 24 |
| ------ | --- | -- | --- | --- | --- | -- | -- | --- | -- | -- | --- | --- | --- | --- | --- | --- | --- | -- | --- | -- | --- | -- | -- | -- |
| 2021   |     |    |     |     |     |    |    |     |    |    |     |     |     |     |     |     |     |    |     |    |     |    |    |    |
| 9      | 12  | 15 | DNF | 16  | 7   | 13 | 10 | 12  | 10 | 6  | 17  | DNF | DNS | 17  | 14  | 9   | DNF | 15 | 13  | 14 | 4   |    |    |    |
| 2022   |     |    |     |     |     |    |    |     |    |    |     |     |     |     |     |     |     |    |     |    |     |    |    |    |
| 8      | DNS | 15 | 7   | 12  | 10  | 17 | 13 | DNF | 14 | 16 | DNF | 19  | 13  | DNF | 14  | DNF | 13  | 10 | DNF | 17 | 11  |    |    |    |
| 2023   |     |    |     |     |     |    |    |     |    |    |     |     |     |     |     |     |     |    |     |    |     |    |    |    |
| 11     | 11  | 10 | 10  | 11  | C   | 15 | 12 | 14  | 19 | 16 | 16  | 10  | 15  | DNS | DNF | 12  | 15  | 8  | 12  | 96 | 18* | 8  |    |    |
| 2024   |     |    |     |     |     |    |    |     |    |    |     |     |     |     |     |     |     |    |     |    |     |    |    |    |
| 14     | 15  | 7  | 10  | DNF | 78  | 10 | 8  | 14  | 19 | 14 | 10  | 9   | 16  | 17  | DNF | DNF | 12  | 14 | DNF | 7  | 9   | 13 | 12 |    |
| 2025   |     |    |     |     |     |    |    |     |    |    |     |     |     |     |     |     |     |    |     |    |     |    |    |    |
| 12     | 166 | 12 | 9   | DNF | 106 | 10 | 17 | 13  | 12 | 16 | 15  | 13  | 17  |     |     |     |     |    |     |    |     |    |    |    |

| Legende  | Legende            | Legende                                                          |
| Farbe    | Abkürzung          | Bedeutung                                                        |
| -------- | ------------------ | ---------------------------------------------------------------- |
| Gold     | –                  | Sieg                                                             |
| Silber   | –                  | 2. Platz                                                         |
| Bronze   | –                  | 3. Platz                                                         |
| Grün     | –                  | Platzierung in den Punkten                                       |
| Blau     | –                  | Klassifiziert außerhalb der Punkteränge                          |
| Violett  | DNF                | Rennen nicht beendet (did not finish)                            |
| Violett  | NC                 | nicht klassifiziert (not classified)                             |
| Rot      | DNQ                | nicht qualifiziert (did not qualify)                             |
| Rot      | DNPQ               | in Vorqualifikation gescheitert (did not pre-qualify)            |
| Schwarz  | DSQ                | disqualifiziert (disqualified)                                   |
| Weiß     | DNS                | nicht am Start (did not start)                                   |
| Weiß     | WD                 | zurückgezogen (withdrawn)                                        |
| Hellblau | PO                 | nur am Training teilgenommen (practiced only)                    |
| Hellblau | TD                 | Freitags-Testfahrer (test driver)                                |
| ohne     | DNP                | nicht am Training teilgenommen (did not practice)                |
| ohne     | INJ                | verletzt oder krank (injured)                                    |
| ohne     | EX                 | ausgeschlossen (excluded)                                        |
| ohne     | DNA                | nicht erschienen (did not arrive)                                |
| ohne     | C                  | Rennen abgesagt (cancelled)                                      |
| ohne     | keine WM-Teilnahme |                                                                  |
| sonstige | P/fett             | Pole-Position                                                    |
| sonstige | 1/2/3/4/5/6/7/8    | Punktplatzierung im Sprint-/Qualifikationsrennen                 |
| sonstige | SR/kursiv          | Schnellste Rennrunde                                             |
| sonstige | *                  | nicht im Ziel, aufgrund der zurückgelegten Distanz aber gewertet |
| sonstige | ()                 | Streichresultate                                                 |
| sonstige | unterstrichen      | Führender in der Gesamtwertung                                   |